# Эвфотическая зона
Эвфотическая зона (от др.-греч. «эу» (εύ) — полностью и «фотос» (φωτός) — свет), или фотическая зона, — освещаемая солнцем верхняя толща воды водоёма, в которой, благодаря фотосинтетической жизнедеятельности фитопланктона и высших растений происходит фотосинтез. Одна из трёх экологических зон (наряду с дисфотической зоной и афотической зоной), выделяемых в водоёмах в зависимости от степени освещённости солнечным светом и наличия фотосинтеза. Нижняя граница эвфотической зоны проходит на глубине, на которую проникает 0,1-1 % солнечного света (компенсационная глубина, здесь первичная продукция фитопланктона равна его дыханию), и где освещённость составляет 400 лк. Подстилает эвфотическую зону средняя по толщине промежуточная дисфотическая зона, за которой следует самая большая афотическая зона. 

Экологические зоны Мирового океана

В эвфотической зоне Мирового океана образуется до 90 % атмосферного кислорода Земли. В континентальных водоёмах толщина эвфотической зоны может заметно варьировать в зависимости от степени прозрачности воды, которая зависит от взвеси и растворённых веществ в воде и в некоторых случаях составлять всего лишь несколько сантиметров. В открытом океане усреднённая нижняя граница эвфотической зоны находится в приповерхностном 80-метровом слое эпипелагиали. Глубина этой зоны в различных участках океана, также как и в континентальных водоёмах, зависит от степени прозрачности воды, в том числе обусловленной степенью развития фитопланктона и его сезонными циклами. В прозрачных водах Саргассова моря толщина эвфотической зоны достигает 150—200 м, в умеренных широтах — около 40 м, тогда как в мутных водах Северного и Балтийского морей её толщина — не более 20—30 м, а в прибрежной зоне — всего несколько метров.
Самая богатая по первичной продукции и самая населённая зона Мирового океана, в которой обитают различные водоросли, высшие растения, многие группы беспозвоночных, бесчелюстные, рыбы, амфибии, рептилии и морские млекопитающие. Из всего многообразия океанических рыб эту экологическую зону океана населяют эпипелагические рыбы.